# Middleton-by-Wirksworth
Middleton (Middleton-by-Wirksworth) är en by och en civil parish i Derbyshire Dales, Storbritannien.  Den ligger i grevskapet Derbyshire i England, i den södra delen av landet, 200 km nordväst om huvudstaden London. Orten har 775 invånare (2011). Byn nämndes i Domedagsboken (Domesday Book) år 1086, och kallades då Middeltune.